# Прогресс мировых рекордов на дистанции 50 метров баттерфляем у девушек в 25-метровом бассейн
Прогресс мировых рекордов на дистанции 50 метров баттерфляем среди девушек в 25-метровом бассейне.
| Номер | Время |  | Имя         | Национальность | Дата               | Соревнование   | Место         | Прим. |
| ----- | ----- |  | ----------- | -------------- | ------------------ | -------------- | ------------- | ----- |
| 1     | 25,14 |  | Рикако Икээ | Япония         | 14 ноября 2017 г.  | Кубок мира     | Токио, Япония | [ 1 ] |
| 2     | 24,55 |  | Клэр Курзан | США            | 19 декабря 2021 г. | Чемпионат мира | Абу-Даби, ОАЭ |       |

Примечания: # — рекорд ожидает ратификации в FINA; мр — действующий рекорд мира среди взрослых; ер — действующий рекорд Европы среди взрослых; нр — действующий национальный рекорд среди взрослых.
Рекорды в стадиях: к — квалификация; пф — полуфинал; э — 1-й этап эстафеты; эк −1-й этап эстафеты квалификация; б — финал Б; † — в ходе более длинного заплыва; зв — заплыв на время.